# スジイルカ
スジイルカ（条海豚、Stenella coeruleoalba）は、クジラ目ハクジラ亜目マイルカ科スジイルカ属に属するイルカである。世界中の温帯から熱帯の海域に棲息する。

## 分類学
スジイルカはスジイルカ属に属する5種のうちの一つである。発見は1833年、Franz Meyenによる。種小名のcoeruleoalbaは特徴的な横腹の青と白の帯状の模様に由来する。

## 身体
スジイルカは他のスジイルカ属のイルカ（マダライルカ、タイセイヨウマダライルカ、クライメンイルカ参照）と大きさおよび形状は類似する。しかし、身体の模様には特徴があるため、海上における識別は比較的容易である。腹部は白あるいは薄いピンク、眼の下から胸びれにかけて、暗い青色の帯が1ないし2本ある。耳の後から更に別の2本の青い帯があり、一方は短く胸びれのあたりまで延びているが、他方は長く横腹に沿って延びており、尾びれの手前で腹側に向かって湾曲している。これらの帯の上部と尾びれは明るい青で、頭部、背、背びれは暗い青である。眼の周りには暗い青色の模様があり、唇は白い。
生まれた直後は体長は最大1m、体重は約10kgであるが、成長すると雌は2.4m、150kg、雄は2.6m、160kg程度になる。性成熟に関しては、地中海における雌で12年、太平洋では7年から9年であるという報告がある。寿命は55年から60年程度である。妊娠期間は12ヶ月で、妊娠の間隔は3年から4年程度である。

## 行動
スジイルカは、スジイルカ属に属する他のイルカと同様に、通常は100頭を越すような大きな群を成して行動する。地中海や大西洋では群のサイズは若干小さい。マイルカと混ざって行動することも多い。
スジイルカは活発に行動するイルカであり、しばしばブリーチング（ほぼ垂直にジャンプして身体を水面上に表した後、身体を横に倒して体側で着水する行為）や海面から飛び出すようなジャンプを行ったりする。大西洋や地中海に棲息する個体は、船に接近してくることもあるが、他の海域では稀である。特に太平洋においては極めて稀である。
主に小さい魚類やイカを食べる。

## 生息数と分布

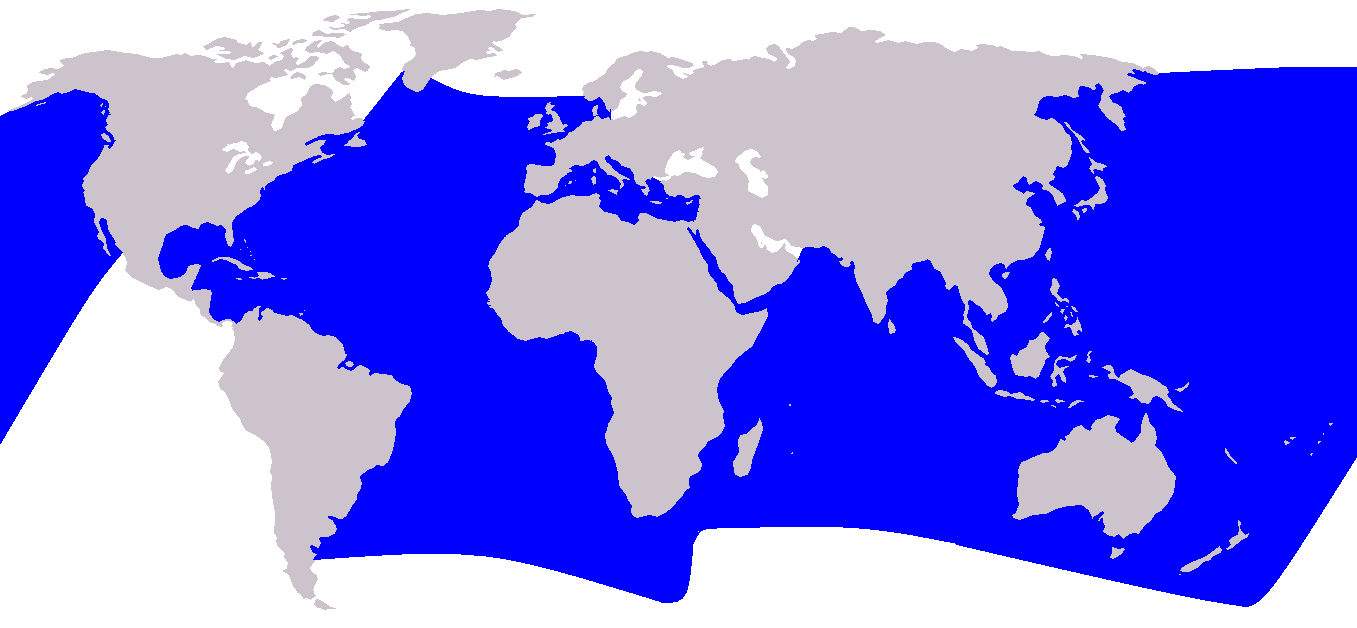
スジイルカの生息域

スジイルカは世界中の温帯から熱帯にかけて、荒く言うと北緯40度から南緯30度あたりの、主に沖合いに生息する。

水温で言うと10℃から26℃の範囲で見られるが、18℃から22℃あたりを好む。
殊に、南北大西洋（地中海、メキシコ湾を含む）、インド洋、太平洋には多数生息する。西太平洋においては詳細な研究がなされており、回遊することが確認されている。しかし、他の海域においては確認されていない。
スジイルカの全生息数は200万頭を超えると考えられており、生息域においては非常に良く見られるイルカであるが、相模湾や駿河湾の様に生息数が減少してしまった海域も一部ある。

## 人間との関わり
北太平洋西部だけでもスジイルカの推定生息数が50万頭と見積もられ、日本、ソロモン諸島などでは食べるために捕獲される。小型鯨類の中でも、スジイルカは捕獲が容易なため、和歌山県太地町及び静岡県伊豆半島では長年食され(伊豆半島では『スズメイルカ』として売られている)、特にスジイルカの"腹肉"が食卓にのる習慣があり、刺身とイルカのすき焼きにて主に食す。しかし、上記の通り、伊豆半島では本種とマダライルカが大きく減少し、2024年現在ではイルカ猟は行われていない。
Lahvisらは1995年に地中海のスジイルカが激減したことを報告した。原因は、2つの説があり、「動物は赤潮等により藻類が大量に発生した際に、それらの出す神経毒に曝露されると免疫系に異常を来し、水中にいるバクテリア類、ウイルス類、そして菌類による日和見感染を起こしやすくなる。これがイルカの大量死と関係があるのではないかとするもの」と、「この免疫系の攪乱は環境中ホルモン様物質が疑われるPCB類、DDT、DDE、そしてダイオキシン類により引き起こされているとするもの」とがあるが、原因は明確にはなっていない。
飼育は、2013年時点、和歌山県の太地町立くじらの博物館で2011年10月に搬入したオスの個体が飼育される。また、スジイルカが飼育されている施設は世界で太地町立くじらの博物館のみである。それまでは、スジイルカの飼育は試みられたことがあるものの、給餌がうまくいかず2週間以内で死んでしまい、長期間の飼育には成功していなかった。